# مجید چیزفهم دانشمندیان
مجید چیزفهم دانشمندیان (زاده ۱۳۳۵ - شیراز) رئیس انجمن خوشنویسان شیراز و دارای نشان درجه یک هنری در رشته خوشنویسی است.

## زندگی‌نامه
مجید چیزفهم دانشمندیان در سال ۱۳۳۵ در شیراز متولد شد. او همزمان با اخذ مدرک دیپلم رشته برق قدرت از هنرستان نمازی شیراز در سال ۱۳۵۱ فراگیری هنر خوشنویسی را نیز نزد استاد حمید دیرین آغاز کرد. او تحصیلات دانشگاهی خود را در در رشته برق قدرت ادامه داد و در سال ۱۳۷۱ از مرکز آموزش عالی فنی مهندسی شهید با هنر شیراز لیسانس گرفت.

چیزفهم دانشمندیان پس از فراگیری خط نستعلیق نزد استاد دیرین در سال ۱۳۶۰ با موافقت او به تدریس و آموزش این خط در شیراز پرداخت. او سپس یادگیری خط ثلث را نزد استادمحمد حسینی موحد در قم به صورت مکاتبه ای ادامه داد و همچنین یادگیری خط نستعلیق را نزد استاد غلامحسین امیرخانی به پایان رساند و در سال ۱۳۹۱ با تأیید شورای ارزشیابی هنری به درجه استادی رسید. او در اسفند ماه همین سال (۱۳۹۱) با موافقت شورای ارزشیابی هنری وزارت فرهنگ و ارشاد اسلامی درجه یک هنری را در رشته خوشنویسی دریافت کرد.

## فعالیت‌ها
مجید چیزفهم دانشمندیان از سال ۱۳۶۰ همزمان با تدریس، در انجمن خوشنویسان شیراز به فعالیت اجرایی نیز پرداخت و تا سال ۱۳۷۴ در پست‌های مسئول امور مالی، مسئول واحد آموزش، مسئول واحد فرهنگی و تبلیغات فعالیت کرد. او در سال ۱۳۷۴ پس از درگذشت استاد حمید دیرین به سمت رئیس انجمن خوشنویسان شیراز منصوب شد. چیزفهم دانشمندیان همچنین مدیر مسئول نشریه تخصصی خوشنویسی «کلک دیرین» و عضو منتخب شورای عالی انجمن خوشنویسان ایران از سال ۱۳۷۵ است. چیزفهم دانشمندیان توسط مجامع نمایندگان انجمن‌های ایران در سمت‌های نائب رئیس شورای عالی و عضو کمیسیون آموزشی و رئیس کمیسیون فرهنگی و هنری نیز منصوب شده است. او در حالی که رئیس هنرستان شهید دستغیب شیراز بود در سال ۱۳۸۴ بازنشسته شد و از آن سال با تأسیس آموزشگاه هنری سوده و همچنین ریاست انجمن خوشنویسان شیراز به فعالیت فرهنگ و هنری ادامه می‌دهد. چیزفهم دانشمندیان عضو انجمن یاران یکشنبه شیراز است.

## آثار
آثار هنری مجید چیزفهم دانشمندیان در هنر خوشنویسی تاکنون در نمایشگاه‌های مختلف از جمله نمایشگاه انفرادی خط ثلث در سال ۱۳۶۸ همچنین شرکت در نمایشگاه‌های جمعی تهران، شیراز، اصفهان، کیش، مشهد، ایلام، رشت، بابل، آباده، مُهر و … در سال۱۳۸۳در نمایشگاه آثار هنری شهر پاریس در کشور فرانسه به نمایش گذاشته شده است. خطوط بسیاری از کتیبه‌ها و آثار هنری مبلمان شهری شهر شیراز از جمله کتیبه آرامگاه حافظ، سنگ قبر عمام، متون سنگ قبر مشاهیر فارس از جمله حسن امداد، نورالدین رضوی سروستانی، علیرضا شاهپور شهبازی، کتیبه سنگی بنیاد قلب فارس، کتیبه آرامگاه خواجوی کرمانی، کتیبه واقع در بیمارستان کوثر شیراز، کتیبه آرامگاه سعدی و … از آثار این هنرمند خوشنویس است.

## نگارخانه چیزفهم دانشمندیان
در ۱۹ خرداد ماه ۱۳۹۶ با حضور استاندار فارس نگارخانه ای در مجمتع فرهنگی واقع در کوی زهرا (چهارراه ایثار)، مجید چیزفهم دانشمندیان نام گرفت.